# Tajvani erdeifogoly
A tajvani erdeifogoly (Arborophila crudigularis) a madarak osztályának tyúkalakúak (Galliformes) rendjébe és a fácánfélék (Phasianidae) családjába tartozó faj.

## Rendszerezése
A fajt Robert Swinhoe angol biológus írta le 1864-ben, az Oreoperdix nembe Oreoperdix crudigularis néven.

## Előfordulása
Tajvan szigetén honos. A természetes élőhelye mérsékelt övi erdők.

## Megjelenése
Testhossza 27–28 centiméter, a hím testtömege 311 gramm, a tojóé 212 gramm.

## Életmódja
Vetőmagokkal, bogyókkal, palántákkal, levelekkel és gerinctelenekkel táplálkozik.

## Külső hivatkozás
- Képek az interneten a fajról
- Internet Bird Collection - videók a fajról
- Xeno-canto.org - a faj hangja